# Giovan Antonio Rusconi
Giovan Antonio Rusconi (* 1515 oder 1520; † 1579) war ein venezianischer Architekt, Wasserbauingenieur sowie Übersetzer und Illustrator des Vitruv.

## Leben
Der junge Rusconi, Sohn eines Druckers, studierte (neben einer Ausbildung als Baumeister und Maler) an der Universität Padua bei Giovanni Battista Memmo und Niccolò Tartaglia Mathematik. Als er für die Konstruktion einer neuen Wassermühle die „Zehn Bücher über Architektur“ des Vitruv heranzog, wurde er zum ersten Mal auf Schwächen der damaligen Ausgaben aufmerksam. Schließlich regte der Übersetzer von Leon Battista Albertis „De Architectura“, Pietro Lauro den jungen Ingenieur zu einer neuen Übertragung an. Rusconi schloss diese bis 1552 ab und illustrierte sie mit eigenen Holzschnitten. Zuvor hatte der vielseitig Begabte bereits die „Metamorphosen“ des Ovid in der Ausgabe von Lodovico Dolce illustriert. Angesichts der damaligen Flut von Architekturtraktaten und Vitruv-Ausgaben (unter anderem von Daniele Barbaro, Giacomo Vignola und Andrea Palladio) sahen jedoch Rusconis venezianische Verleger, Gabriele Giolito de’ Ferrari und Tommaso Porcacchi, keine Absatzmöglichkeiten für einen weiteren Titel.
Als Architekt arbeitete Rusconi 1562 mit Palladio an der Gestaltung des „Palazzo municipale“ in Brescia, am Neubau des Dogenpalastes und am Palazzo Grimani mit. Hauptsächlich war jedoch als Wasserbauingenieur für die Stadt Venedig tätig. Nachdem er um das Jahr 1575 schwer erkrankt war, starb er 1579.

## Rusconis „Della Architettura“

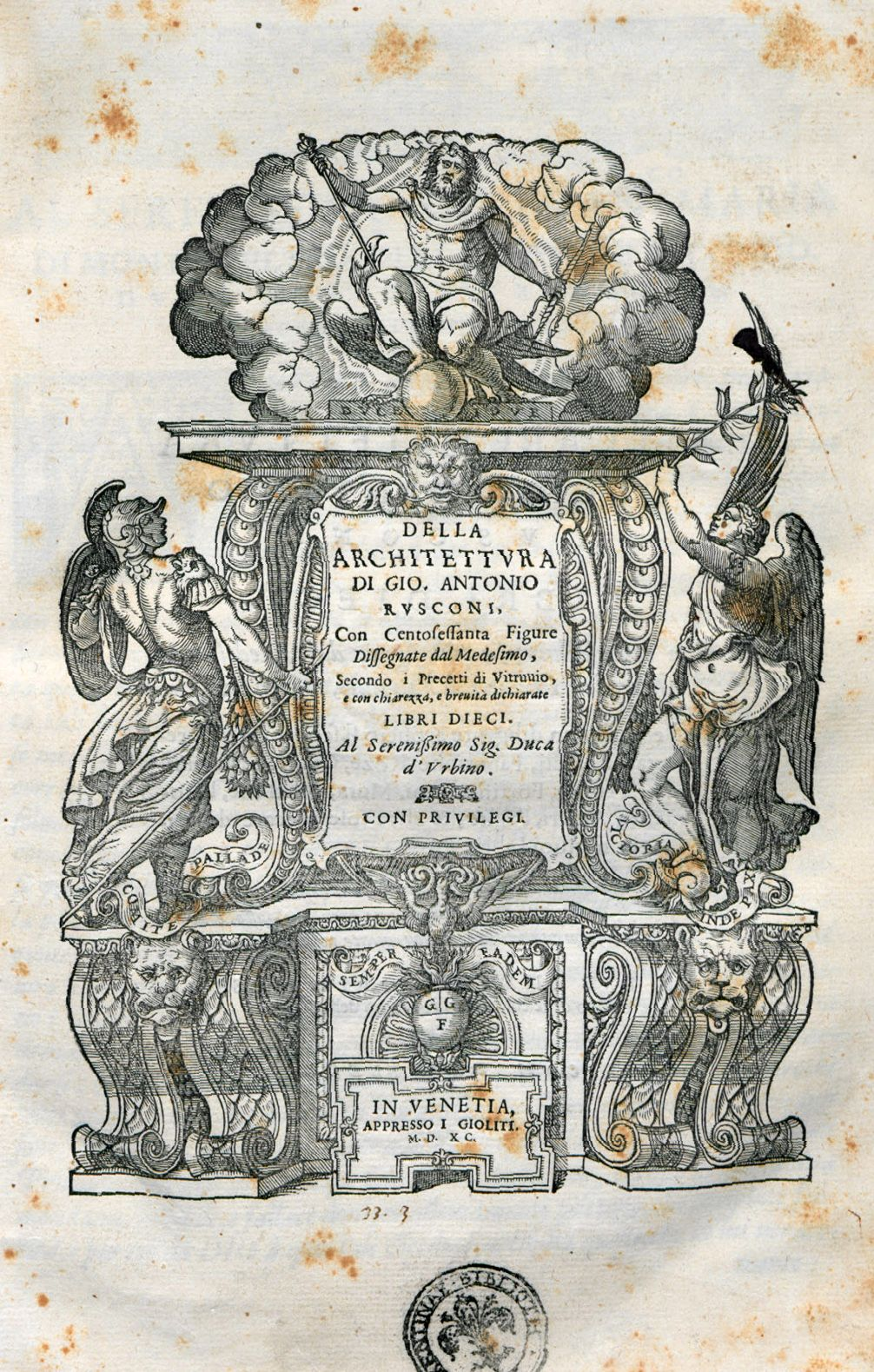
Della Architettura, 1590

Rusconis Vitruvausgabe wurde erst posthum 1590 durch den Sohn seines Verlegers Giolito gedruckt. Da dieser zwar von den meisten Illustrationen begeistert war, den Text jedoch für überholt hielt, kam ein seltsamer „Vitruv ohne Vitruv“ zustande. Gut 160 von 300 Holzschnitten sind mit Auszügen aus Fra Giocondos und Cesarianos Vitruvbänden zusammengefügt. Schwer wiegt hierbei besonders, dass zahlreiche von Rusconis Abbildungen erklärende Bildlegenden verlangen, die damals mitsamt seiner Übersetzung verloren gegangen sind.
Ausgaben
- Della architettura di Gio. Antonio Rusconi libri dieci von 1590 als Digitalisat der Bayerischen Staatsbibliothek
- Della Architettura di Gio[van] Antonio Rusconi, Centro Internazionale di Studi di Architettura Andrea Palladio (CISA), mit Nachdruck der Ausg. Venedig 1590, Testi e fonti per la storia dell’architettura, Verona und Vicenza 1996.